# Selenaria initia
Selenaria initia är en mossdjursart som först beskrevs av Campbell Easter Waters 1883.  Selenaria initia ingår i släktet Selenaria och familjen Selenariidae. Inga underarter finns listade i Catalogue of Life.